# 毛利広規
毛利 広規（もうり ひろのり）は、長州藩の一門家老である阿川毛利家の6代当主。

## 生涯
元禄6年（1693年）、阿川毛利家5代当主である毛利就芝の子として生まれる。
元禄8年（1695年）2月20日に父が死去したため、同年4月4日に幼少ながら家督を相続する。宝永元年（1704年）12月26日、藩主毛利吉広から「若狭」の百官名と「広」の偏諱を与えられ、広規と名乗った。
以後、毛利吉広、吉元、宗広の3代に一門家老として仕え、享保4年（1719年）、朝鮮通信使が来朝した際に上関で接待役を務めている。
寛保2年（1742年）、阿川八幡宮を修復し、同年5月2日に死去した。享年50。
嫡男の広漢が阿川毛利家の7代当主となり、三男の就貞は分家の繁沢家を相続した後に阿川毛利家を相続し11代当主となる。四男の就章は柳沢家を相続し、その子の信任は阿川毛利家の9代当主となった。